# Cabo Dickson
Cabo Dickson är en udde i Antarktis. Den ligger på Laurie Island i Sydorkneyöarna. Argentina och Storbritannien gör anspråk på området. 
Terrängen inåt land är kuperad åt nordost, men åt nordväst är den platt. Trakten är obefolkad.